# Ceremony (canción)
«Ceremony» es el primer sencillo de New Order.  La canción y su lado B , "In a Lonely Place", fueron escritos y grabados como parte de Joy Division antes de la muerte de Ian Curtis. Ambas canciones fueron trasladadas a la reencarnación de la banda New Order.
New Order lanzó la canción como sencillo dos veces, en primer lugar, en marzo de 1981 y en segundo lugar en septiembre de 1981 con su nueva integrante Gillian Gilbert.

## Historia

### Versión de Joy Division
"Ceremony" es una de las últimas canciones de Joy Division, está compuesta con letras escritas por Ian Curtis. Hay tres versiones grabadas por Joy Division en existencia. La primera es una versión en vivo, disponible en el álbum Still, de su concierto final en alto Hall, Universidad de Birmingham el 2 de mayo de 1980. El segundo, disponible en el álbum Heart and Soul es de una sesión de estudio que data del 14 de mayo de 1980, cuatro días antes del suicidio de Curtis. Fue la última grabación de la banda. La tercera es una versión grabada en la prueba de sonido en la tarde del 2 de mayo de 1980 (junto con "Decades") y sólo está disponible en discos Bootleg. En todas las grabaciones, las voces son sólo parcialmente audibles.

### Versión de New Order
Después de la muerte de Ian Curtis, los restantes miembros de Joy Division cambiaron el nombre de la banda por New Order. Su primer lanzamiento fue una regrabación de "Ceremony" como un stand-alone respaldado con "In a Lonely Place", con el guitarrista Bernard Sumner haciéndose cargo de la voz principal. Sumner tuvo que poner las grabaciones de ensayo de "Ceremony" cantadas por Curtis a través de un ecualizador gráfico para transcribir las letras. 
En marzo de 1981, la primera versión de "Ceremony" fue lanzada por Factory Records (FAC 33). Martin Hannett (productor de Joy Division) produjo el disco y Peter Saville diseñó los gráficos de la manga.

## Composición
"Ceremony" es una canción de rock a medio tiempo en la tonalidad de Do mayor. La canción contiene dos acordes implícitos, Do mayor y Fa mayor, que se muestra a través de la línea de bajo de conducción. La canción no contiene los teclados, que se convirtió en un elemento básico común en sonido después de Joy Division, y el eventual sonido de New Order. La canción, en su grabación original, contó con un ritmo más rápido que el de la re-grabada de septiembre, así como una producción más clara y un tono de guitarra más procesado. "Ceremony" utiliza la dinámica de tranquilas en voz alta y reverberación artificial para dar a la canción un ambiente que fluye de la marca. Curiosamente, la canción vuelve a su etapa más tranquila para el solo de guitarra, una práctica llevada a Bernard Sumner.

## Lista de canciones
Todas las canciones escritas y compuestas por Ian Curtis, Peter Hook, Stephen Morris y Bernard Sumner. 
| 7": FAC 33 (UK) |                     |          |  |
| N.º             | Título              | Duración |  |
| 1.              | «Ceremony»          | 4:34     |  |
| 2.              | «In a Lonely Place» | 4:35     |  |

## Posicionamiento en lista
| Lista (1981)                       | Posición |
| ---------------------------------- | -------- |
| New Zealand RIANZ Singles Chart 1  | 7        |
| UK Singles Chart                   | 34       |
| UK Independent Singles Chart       | 1        |
| U.S. Billboard Hot Dance Club Play | 61       |